# مهایانه
ماهایانا در بوداگرایی دو شاخهٔ اصلی وجود دارد. نام آن‌ها هینهَ یانَه و مهایانَه است. یانه در سانسکریت یعنی راه. هینه یعنی کوچک و محدود و کهتر. مها یعنی بزرگ و مهتر. در فارسی می‌شود آن‌ها را کهراه و مهراه ترجمه کرد. ماهایانا به طور تحت اللفظی، گردونهٔ بزرگ  یکی از مکتب‌های آیین بودایی است  که پیروان آن در چین، کره، ویتنام، و ژاپن اکثریت دارند.
فرق بنیادین هینه یانه (کهراه) با مهایانه (مهراه) اینست که آرمان هینه یانی‌ها تک-بیداری (اَرهت شدن) است ولی مهایانی‌ها به بیدارگر شدن باور دارند.
توضیح: در کیش بودا آرمان فرجامین افراد، بودا شدن است. واژه بودا در سانسکریت یعنی بیدار. منظور از بیدار شدن، پی بردن به رازهای هستی و پیوند یافتن با جهان راستین (حق) در پس پرده این جهان ظاهری است. بوداییان جهان پیرامون ما را مانند پرده‌ای رنگ و وارنگ می‌دانند که میان ما و جهان راستین کشیده شده‌است. در باور ایشان جهان راستین ِ پشت پرده دارای هیچکدام از ویژگی‌های این جهان ظاهری دور و بر ما نیست. اگر هم از آن‌ها بپرسید که آن‌ها این را از کجا می‌دانند می‌گویند چونکه بودا به آن جهان راه یافته و برگشته و از آنجا برای ما خبر آورده است. این در اصل همان حرف مولانا جلال الدین بلخی و دیگر شناسایان است که بر عاری بودن جهان راستین (حق) از صفات اینجهانی تأکید دارند و ادعا دارند که چیزهایی از آن جهان را تجربه کرده‌اند و زبانشان از توصیف آن برای ما قاصر است چونکه برای چیزی که ویژگی‌های این جهان را ندارد در زبان و اندیشه ما واژه و پنداره‌ای برای آن وجود ندارد.
هینه یانی‌ها (باورمندان به راه محدود) معتقدند که هرکس باید بکوشد برای خودش این پرده را پاره کند و از روزنه‌ای به دریای حق فرارَود. آن‌ها معتقد به تکروی هستند. در بوداگرایی این بیدارشوندگان تکرو را اَرهت یعنی آدمهای باارزش می‌نامند. اما مهایانی‌ها (مهراهی‌ها) بر این باورند که کسانی که دریای بیکران حق و راستی را دریافتند باید دم درگاه حق بمانند و بکوشند تا بقیه موجودات را هم به سوی حق و حقیقت بکشانند. در ادبیات بودایی به این‌گونه افراد بیدارگر (بوداسَف یا بودی سَتوا Bodhisattva) می‌گویند. بیدارگران اینکار را از روی مهرورزی به همه موجودات می‌کنند. یعنی آن‌ها همه ماها را به چشم نمودهایی از جهان حق می‌بینند و به همه ما مهر می‌ورزند و می‌کوشند تا ما را نیز مانند خود به‌سوی رستگاری و حق یابی بکشند